# Acacia curranii
Acacia curranii é uma espécie de leguminosa do gênero Acacia, pertencente à família Fabaceae.